# Taurolema rutilans
Taurolema rutilans là một loài bọ cánh cứng trong họ Cerambycidae.